# Zahir Pajaziti

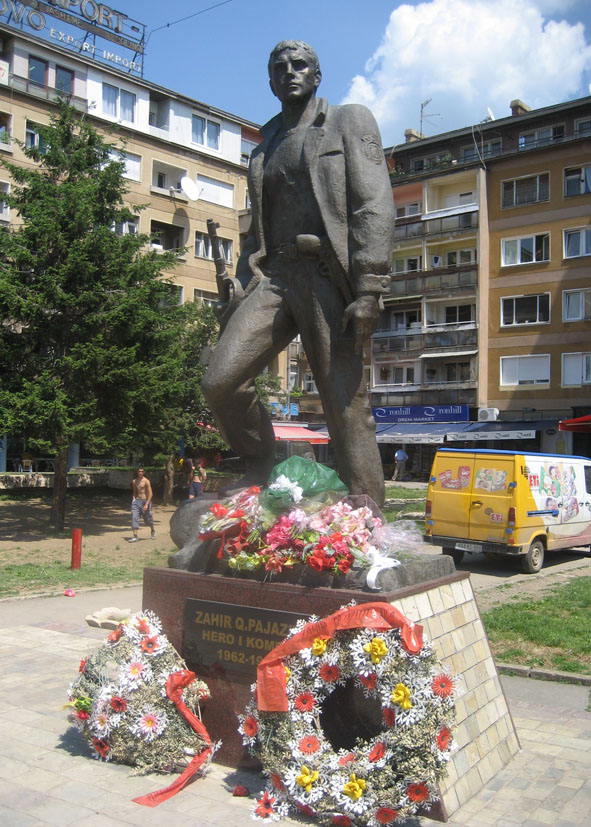
Statue in der kosovarischen Hauptstadt Pristina

Zahir Pajaziti (* 1. November 1962 in Orllan bei Podujeva, FVR Jugoslawien, heute Kosovo; † 31. Januar 1997 in Pestova bei Vushtrria, Bundesrepublik Jugoslawien, heute Kosovo) war Mitbegründer der UÇK. Er war der erste Kommandeur der UÇK, der im Kampf gegen serbische Einheiten starb.
Zahir Pajaziti gilt als eine Schlüsselfigur des frühen bewaffneten Widerstands der Kosovo-Albaner gegen das jugoslawische Regime in den 1990er-Jahren. Als einer der ersten Organisatoren und militärischen Führer der UÇK spielte er eine zentrale Rolle beim Aufbau der Strukturen im Raum Llap (Podujeva) und war maßgeblich an der Koordinierung der ersten Operationen beteiligt.
Sein Tod in einem Hinterhalt am 31. Januar 1997 löste große Betroffenheit aus und markierte einen Wendepunkt im Widerstand der Kosovo-Albaner. Viele junge Männer und Frauen schlossen sich in der Folgezeit der UÇK an. In der kollektiven Erinnerung der Bevölkerung wurde Pajaziti zum Symbol für Mut, Opferbereitschaft und nationale Selbstbestimmung. Bis heute wird er in der Republik Kosovo als Nationalheld verehrt. Zahlreiche Straßen, Schulen, öffentliche Plätze tragen seinen Namen. Auch Denkmäler und Gedenkstätten erinnern an sein Wirken im Unabhängigkeitskampf.

## Leben
Zahir Pajaziti besuchte von 1968 bis 1976 die Grundschule in Orllan, dann eine weiterführende Schule in Vushtrria. Es folgte 1981 und 1982 ein kurzes Studium der englischen Sprache an der Universität Prishtina.
1981 war Pajaziti Organisator von politischen Demonstrationen in Besiana. Mitte der 1990er Jahre war er Aktivist der Parlamentarischen Partei des Kosovo (Partia Parlamentare e Kosovës) in Orllan. Zur gleichen Zeit war er Mitbegründer der UÇK, Gründer ihres Hauptquartiers und einer ihrer Führer von 1996 bis 1997.

## Ehrungen
Am 28. November 2000 enthüllte UÇK-Kommandant Agim Çeku im Zentrum von Pristina eine Statue zu Ehren Pajazitis. Im Kosovo-Krieg trug eine Brigade der UÇK Pajazitis Namen, heute werden von albanisch dominierten Stadtverwaltungen im Kosovo Straßen und Plätze nach ihm benannt.
Zahir Pajaziti gilt in Kosovo als Nationalheld. Sein Name ist in zahlreichen Denkmälern, Straßen und Bildungseinrichtungen im Land verewigt. In Pristina befindet sich der zentrale Zahir-Pajaziti-Platz, der als wichtiger Erinnerungsort dient. Außerdem trägt das Fußballstadion in Podujevë, Heimstätte des Vereins KF Llapi, seinen Namen.
Ein Denkmal in Pristina und ein Gedenkkomplex in seinem Heimatdorf Orllan ehren ihn und seine Gefährten. Jährlich finden Gedenkveranstaltungen zu Ehren seiner Verdienste im Unabhängigkeitskampf Kosovos statt.
2008 wurde Pajaziti als Held des Kosovo ausgezeichnet.

## Tod
Am 31. Januar 1997 wurde Zahir Pajaziti gemeinsam mit seinen Mitkämpfern Hakif Zejnullahu und Edmond Hoxha bei einem Hinterhalt in der Nähe des Dorfes Pestovë, in der Gemeinde Vushtrri, von serbischen Polizeikräften getötet.
Er und seine Begleiter befanden sich in einem grünen LADA auf dem Weg von Prishtina nach Mitrovica, als Grenzposten und mehrere Polizeifahrzeuge diesen kontrollierten und plötzlich das Feuer eröffneten.